# Визитка (одежда)

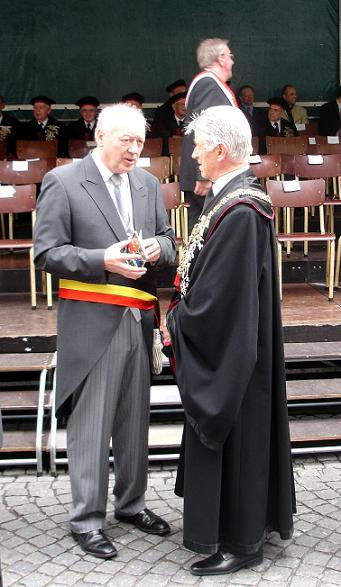
Бургомистр Брюгге в визитке (2007)

Визи́тка — тип мужского костюма; разновидность сюртука, в отличие от которого, у визитки по́лы расходятся спереди, образуя конусообразный вырез (но не по прямой линии, как у фрака, а закругляясь сзади); визитка застёгивается на одну пуговицу, сзади на уровне пояса пришиты две пуговицы. Визитки, как правило тёмно-серого цвета, носят с брюками в полоску, жилетом, белой рубашкой и галстуком тёмных тонов и чёрными туфлями. Согласно этикету, визитку не принято носить после семи вечера (в это время её заменяет фрак). В качестве повседневной одежды визитки были распространены в XIX и начале XX вв.
Визитки впервые появились в Англии в середине XIX века в качестве утренней одежды для езды верхом. Вскоре они стали повседневной одеждой среднего и высшего классов, вытесняя фраки и сюртуки, которые стали надеваться лишь по торжественным случаям. После I Мировой войны визитки вышли из повседневного употребления; с тех пор их надевают лишь на особые мероприятия (свадьбы, похороны, политические церемонии).